# Мотижев Сергій Володимирович
Сергі́й Володи́мирович Мотижев (1946—2024) — доктор технічних наук, лауреат Державної премії України в галузі науки і техніки.

## З життєпису
Народився 1946 року в Севастополі, 1965-го закінчив школу із золотою медаллю. 1974 року закінчує Севастопольський філіал Одеського політехнічного інституту за спеціальністю «радіотехніка». З 3-го курсу працював в Морському гідрофізичному інституті.
Кілька років займався гідронавінацією, з 1980-х років займається розробкою вимірювальних буйкових систем зі супутниковою та іншою телеметрією. Було розроблено кілька систем джейфуючих рухливих буїв.
1999 року захистив докторську дисертацію «Супутникова дрифтерна технологія для вивчення океану та атмосфери».
Провідний науковий співробітник Морського гідрофізичного інституту НАН України, доктор технічних наук.
Лауреат Державної премії України в галузі науки і техніки (2005) — за цикл наукових праць «Розв'язання проблем раціонального природокористування методами аерокосмічного зондування Землі та моделювання геодинамічних процесів», співавтори Греков Леонід Дмитрович, Довгий Станіслав Олексійович, Коротаєв Геннадій Костянтинович, Паталаха Євген Іванович, Попов Михайло Олексійович, Рокитянський Ігор Іванович, Сахацький Олексій Ілліч, Трофимчук Олександр Миколайович,Федоровський Олександр Дмитрович.
Від 2015 року — співробітник севастопольського Морського гідрофізичного інституту на території, окупованій РФ.
Вийшло друком понад 150 його робіт.